# Барандуз (дехестан)
Барандуз (перс. دهستان باراندوز) — дехестан в Ірані, у Центральному бахші шахрестану Урмія провінції Західний Азербайджан. До складу дехестану входять 28 сіл.

## Села
Аліабад-е-Барандуз, Анґаман, Банд, Барандуз, Бозвех, Вармаз'яр, Газанекеш, Дідан-е-Аля, Дідан-е-Софлі, Дізадж-е-Рахім-Пур, Дізадж-е-Фатхі, Джанвіслу, Джафар'ян, Джурні, Келісай-є-Сір, Нарлар, Саатлуй-є-Кух, Сарі-Бейґлуй-є-Мусі, Сідак, Сір, Хавандук, Хасу-Канді, Хатайлу, Хейдарлу, Хорремабад, Чавраш, Шамлакан, Шейх-Мазарі.